# Радзанув (гміна, Млавський повіт)
Гміна Радзанув (пол. Gmina Radzanów) — сільська гміна у центральній Польщі. Належить до Млавського повіту Мазовецького воєводства.
Станом на 31 грудня 2011 у гміні проживало 3604 особи.

## Площа
Згідно з даними за 2007 рік площа гміни становила 98.70 км², у тому числі:
- орні землі: 74.00%
- ліси: 17.00%

Таким чином, площа гміни становить 8.43% площі повіту.

## Населення
Станом на 31 грудня 2011:
| Опис     | Загалом | Загалом | Чоловіки | Чоловіки | Жінки | Жінки |
| -------- | ------- | ------- | -------- | -------- | ----- | ----- |
| одиниця  | осіб    | %       | осіб     | %        | осіб  | %     |
| все      | 3604    | 100     | 1811     | 50.25    | 1793  | 49.75 |
| міське   | 0       | 100     | 0        |          | 0     |       |
| сільське | 3604    | 100     | 1811     | 50.25    | 1793  | 49.75 |

## Сусідні гміни
Гміна Радзанув межує з такими гмінами: Бежунь, Рацьонж, Семьонтково, Стшеґово, Шренськ.